# Pleucadeuc
Pleucadeuc (en bretó Plegadeg) és un municipi francès, situat a la regió de Bretanya, al departament d'Ar Mor-Bihan. L'any 2006 tenia 1.716 habitants.

## Demografia
| 1962                                       | 1968  | 1975  | 1982  | 1990  | 1999  |
| ------------------------------------------ | ----- | ----- | ----- | ----- | ----- |
| 1.339                                      | 1.181 | 1.158 | 1.331 | 1.376 | 1.482 |
| Des de 1962: població sense dobles comptes |       |       |       |       |       |

## Administració
| Període   | Identitat     | Partit        |
| --------- | ------------- | ------------- |
| 1971-2008 | Joseph Briend | Divers droite |
| 2008-     | Alain Launay  |               |